# Тургенев, Сергей Петрович
Сергей Петрович Тургенев (6 апреля 1902, Москва — 18 октября 1975, Москва) — советский архитектор.

## Биография
Родился 6 апреля 1902 года в Москве. Сын офицера Петра Сергеевича Тургенева (1874—1943).
В 1926 году окончил инженерно-строительный факультет МВТУ.
С 16 августа 1926 по 11 августа 1927 года работал в Управлении Волжского строительства Центробумтреста. В 1927 г. вместе с А. В. Швидковским выполнил проект насосной станции.
Вместе со своим младшим братом Николаем Петровичем Тургеневым в 1928 году был арестован по групповому делу. В 1929 г. сослан в Новосибирск. Освобождён в 1932. До 1933 года работал с Б. А. Гордеевым, разработал ряд крупных зданий в Новосибирске.
Вернулся в Москву. В 1935 году вступил в Союз архитекторов СССР. В 1949 году окончил Университет Марксизма-Ленинизма.
Преподавал в Московском архитектурном институте с 1935 года. Был и. о. доцента, доцентом (1947), и. о. профессора (1967).
С 1950 по 1960 года руководил мастерской Академии архитектуры и Академии строительства и архитектуры.
Умер в Москве 18 октября 1975 года.

## Сочинения
- Архитектурное проектирование жилых зданий. М. О. Барщ, М. В. Лисициан, С. П. Тургенев, Н. В. Федорова ; Моск. архитектурный ин-т. Москва : Стройиздат, 1964.